# Nyumba ya Mungu Reservoir
Das Nyumba ya Mungu Reservoir („Das Haus Gottes“) ist ein Stausee im Mwanga-Distrikt in der Kilimandscharo-Region am Fuße des gleichnamigen Berges im Norden Tansanias. Er wurde 1965 fertiggestellt und liegt auf einer Höhe von 670 m. Er hat eine maximale Tiefe von 41 m und eine mittlere Tiefe von 6 m.

## Nutzung
Der See wird zur Bewässerung und der Stromgewinnung genutzt. Das Wasserkraftwerk befindet sich im Besitz von Tanesco, die Leistung beträgt 8 MW. Ferner ist er von Bedeutung für den lokalen Fischfang und dient als Rückzugsgebiet vieler Wasservögel.

## Hydrologie
Der Stausee wird durch den Ruvu und den Kikuletwa gespeist, die den Kilimandscharo beziehungsweise den Mount Meru entwässern. Sein Auslauf ist der Pangani. Der See hat in den letzten Jahren stark an Fläche eingebüßt.